# Papagaio Real

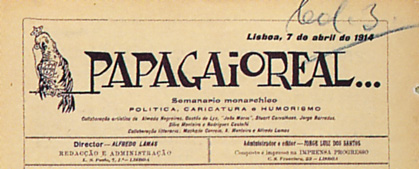
Papagaio Real, 7 de Abril de 1914

O Papagaio Real foi um semanário humorístico português publicado em Lisboa.

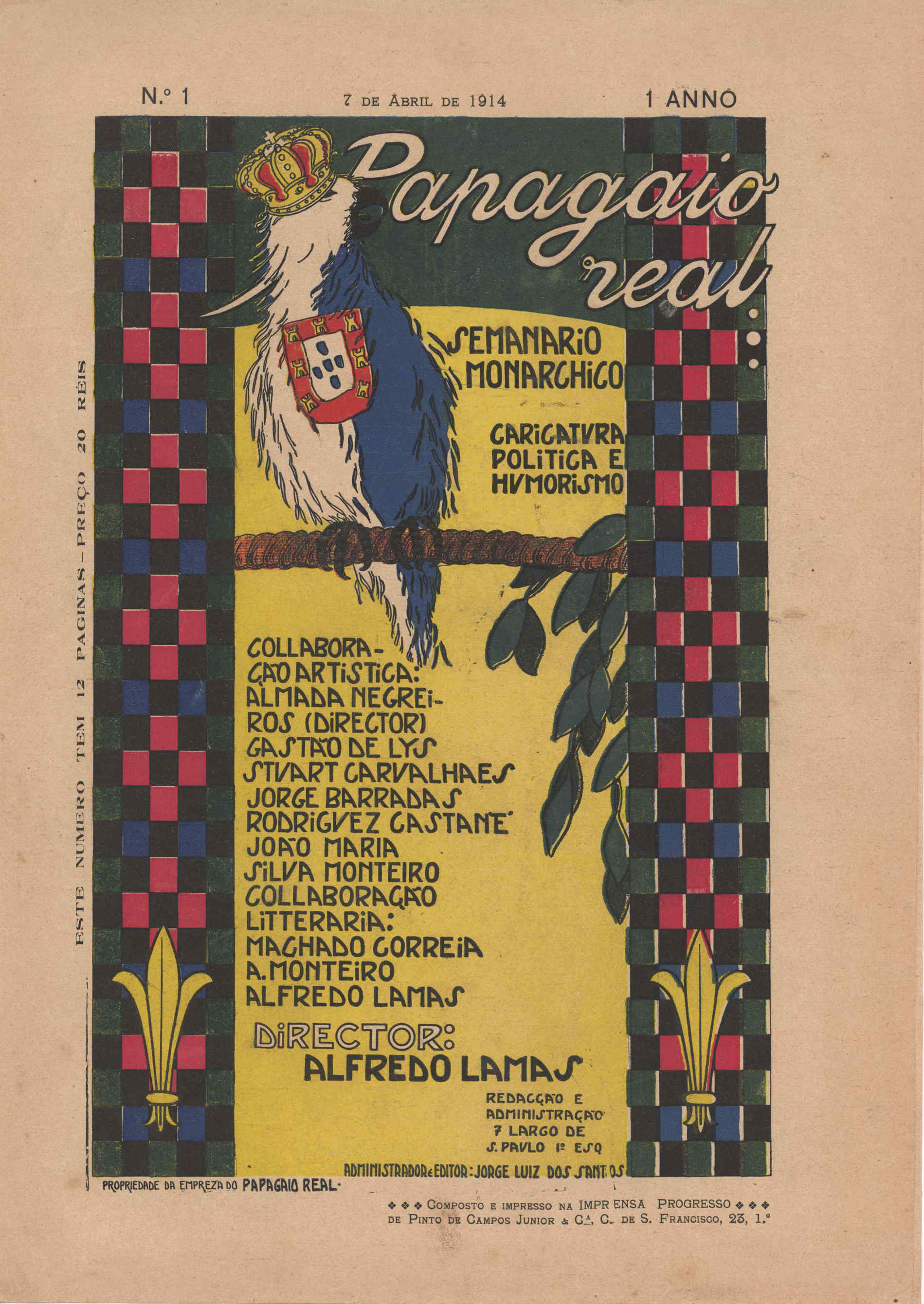
Papagaio Real, 7 de Abril de 1914

De tendência monárquica, anti-republicana, foi dirigido por Alfredo Lamas e teve direção artística de Almada Negreiros, exercendo uma crítica mordaz e incisiva. Foi publicado durante 5 meses no ano de 1914, tendo o primeiro número saído a 7 de Abril de 1914.
Entre os seus colaboradores contaram-se Jorge Barradas e Stuart Carvalhais, Rocha Martins e Machado Correia.